# Структурний видрук програми
Структурний видрук програми — застосування одного з видів стилістичного форматування текстових файлів типу початкового коду, розмітки даних тощо. Таке форматування може передбачати використання відступів, різних кольорів та шрифтів для позначення синтаксичних елементів початкового коду, та налагадження розміру шрифту для полегшення читання та розуміння тексту. Програми для структурного видруку початкового коду інколи називають естетизаторами коду.